# Ulvsjö
Ulvsjö är kyrkbyn i Nyhems socken i Bräcke kommun, Jämtlands län. Den ligger i Nyhems distrikt, cirka tre kilometer väster om Nyhem och här återfinns Nyhems kyrka. Byn ligger invid västra stranden av sjön Ulvsjön.